# Dolichopeza (Dolichopeza) ferox
Dolichopeza (Dolichopeza) ferox is een tweevleugelige uit de familie langpootmuggen (Tipulidae). De soort komt voor in het Australaziatisch gebied.